# 城主大名
城主大名（じょうしゅだいみょう）とは、近世江戸時代における大名の格式の一つであり、大名家をその居地・居城で区別する国主（国持大名） - 準国主 - 城主 - 城主格 - 無城（陣屋）の5階級のうち、国許の屋敷に城が認められている大名をいう。その他、大名統制には、並大名が諸大夫（従五位下）である官位が四品（従四位下）以上に叙任される家格であったり、伺候席によって区別されていた。慶応3年（1867年）で151家。
享保2年（1717年）の『武家諸法度』によると、城主は櫓・塀・門以下は届出をし許可を得たうえで補修することが可能で、石塁・石壁が壊れたときは奉行に報告し、その差図を受けることとなっていた。このことから徳川幕藩体制下における城の定義は石垣の上に塀と櫓を有しているものとされていた。城主の領知の居地を居城といい、陣屋に居地を置く在所と区別して表現した。

## 近世におけるおもな“城”
以下に一国一城令以後、城主及び、国主・準国主である大名が配置されたおもな城地を挙げる。徳川将軍家の城である江戸城・二条城は含んでいない。
以下の城を除く城地での築城は許されず、これらの城地以外は中世以来の城郭であっても陣屋とされた。
- 陸奥国
  - 弘前藩 - 弘前城
  - 盛岡藩[2]- 盛岡城・花巻城
  - 仙台藩[2]- 仙台城・白石城
  - 会津藩 - 若松城・猪苗代城
  - 福島藩 - 福島城
  - 三春藩 - 三春城
  - 二本松藩[3]- 二本松城
  - 白河藩 - 白河城
  - 棚倉藩 - 棚倉城
  - 相馬中村藩 - 中村城
  - 平藩 - 平城
- 出羽国
  - 久保田藩[2]- 久保田城・大館城・横手城
  - 本荘藩 - 本荘城
  - 鶴岡藩 - 鶴ヶ岡城・亀ヶ崎城
  - 松山藩 - 松山城
  - 新荘藩 - 新荘城
  - 山形藩 - 山形城
  - 上山藩 - 上山城
  - 米沢藩[2]- 米沢城
- 常陸国
  - 水戸藩 - 水戸城・松岡城
  - 笠間藩 - 笠間城
  - 土浦藩 - 土浦城
- 下野国
  - 大田原藩 - 大田原城
  - 烏山藩 - 烏山城
  - 宇都宮藩 - 宇都宮城
  - 壬生藩 - 壬生城
  - 佐野藩 - 佐野城
- 上野国
  - 館林藩 - 館林城
  - 厩橋藩 - 厩橋城
  - 高崎藩 - 高崎城
  - 沼田藩 - 沼田城
  - 安中藩 - 安中城
- 下総国
  - 古河藩 - 古河城
  - 結城藩 - 結城城
  - 関宿藩 - 関宿城
  - 佐倉藩 - 佐倉城
- 上総国
  - 佐貫藩 - 佐貫城
  - 久留里藩 - 久留里城
  - 大多喜藩 - 大多喜城
- 武蔵国
  - 忍藩 - 忍城
  - 岩槻藩 - 岩槻城
  - （川越藩 - 川越城・上野国厩橋城）
- 相模国
  - 小田原藩 - 小田原城
- 甲斐国
  - 府中藩 - 府中城
  - 郡内藩 - 谷村城
- 信濃国
  - 飯山藩 - 飯山城
  - 松代藩 - 松代城
  - 上田藩 - 上田城
  - 小諸藩 - 小諸城
  - 松本藩 - 松本城
  - 高島藩 - 高島城
  - 高遠藩 - 高遠城
  - 飯田藩 - 飯田城
- 越後国
  - 村上藩 - 村上城
  - 新発田藩 - 新発田城
  - 長岡藩 - 長岡城
  - 村松藩 - 村松城
  - 高田藩 - 高田城
- 駿河国
  - 府中藩 - 府中城
  - 沼津藩 - 沼津城
  - 田中藩 - 田中城

- 遠江国
  - 相良藩 - 相良城[4]
  - 掛川藩 - 掛川城
  - 横須賀藩 - 横須賀城
  - 浜松藩 - 浜松城
- 三河国
  - 吉田藩 - 吉田城
  - 田原藩 - 田原城
  - 岡崎藩 - 岡崎城
  - 西尾藩 - 西尾城
  - 刈谷藩 - 刈谷城
  - 挙母藩 - 挙母城[5]
- 尾張国
  - 尾張藩 - 名古屋城・犬山城・美濃国今尾城
- 美濃国
  - 苗木藩 - 苗木城
  - 岩村藩 - 岩村城
  - 加納藩 - 加納城
  - 郡上藩 - 八幡城
  - 大垣藩 - 大垣城
- 伊勢国
  - 長島藩 - 長島城
  - 桑名藩 - 桑名城
  - 神戸藩 - 神戸城
  - 亀山藩 - 亀山城
  - 安濃津藩[2]- 安濃津城・伊賀国上野城
- 志摩国
  - 鳥羽藩 - 鳥羽城
- 加賀国
  - 加賀藩[2]- 金沢城・小松城
  - 大聖寺藩 - 大聖寺城
- 越中国
  - 富山藩 - 富山城
- 越前国
  - 福井藩[2]- 福井城・丸岡城
  - 勝山藩 - 勝山城
  - 大野藩 - 大野城
  - 鯖江藩 - 鯖江陣屋[6]
  - 敦賀藩 - 敦賀城
- 若狭国
  - 小浜藩 - 小浜城
- 近江国
  - 彦根藩 - 彦根城
  - 水口藩 - 水口城
  - 膳所藩 - 膳所城
- 山城国
  - 淀藩 - 淀城
- 大和国
  - 郡山藩[2]- 郡山城
  - 高取藩 - 高取城
- 紀伊国
  - 紀伊藩 - 和歌山城・新宮城・田辺城・伊勢国田丸城・松坂城
- 摂津国
  - 大坂藩 - 大坂城
  - 高槻藩 - 高槻城
  - 尼崎藩 - 尼崎城
- 和泉国
  - 岸和田藩 - 岸和田城
- 丹波国
  - 亀山藩 - 亀山城
  - 福知山藩 - 福知山城
  - 篠山藩 - 篠山城
- 丹後国
  - 田辺藩 - 田辺城
  - 宮津藩 - 宮津城
- 播磨国
  - 明石藩 - 明石城
  - 姫路藩 - 姫路城
  - 龍野藩 - 龍野城
  - 赤穂藩 - 赤穂城
- 但馬国
  - 出石藩 - 出石城

- 備前国
  - 岡山藩[2]- 岡山城
- 美作国
  - 津山藩[2]- 津山城
  - 勝山藩 - 勝山城
- 因幡国
  - 鳥取藩[2]- 鳥取城・米子城
- 出雲国
  - 松江藩[2]- 松江城
- 石見国
  - 浜田藩 - 浜田城
  - 津和野藩 - 津和野城
- 備中国
  - 松山藩- 松山城
- 備後国
  - 福山藩 - 福山城
- 安芸国
  - 広島藩[2]- 広島城・備後国三原城
- 長門国
  - 萩藩[2]- 萩城・周防国岩国城
- 讃岐国
  - 高松藩 - 高松城
  - 丸亀藩 - 丸亀城
- 阿波国
  - 徳島藩[2] - 徳島城・淡路国洲本城
- 伊予国
  - 今治藩 - 今治城
  - 松山藩 - 松山城
  - 大洲藩 - 大洲城
  - 宇和島藩[3]- 宇和島城
- 土佐国
  - 高知藩[2]- 高知城
- 対馬国
  - 府中藩[2]- 府中城
- 筑前国
  - 福岡藩[2]- 福岡城
- 筑後国
  - 久留米藩[2]- 久留米城
  - 柳川藩[3]- 柳川城
- 豊前国
  - 小倉藩 - 小倉城
  - 中津藩 - 中津城
- 豊後国
  - 杵築藩 - 杵築城
  - 日出藩 - 日出城
  - 府内藩 - 府内城
  - 臼杵藩 - 臼杵城
  - 佐伯藩 - 佐伯城
  - 岡藩 - 岡城
- 肥前国
  - 唐津藩 - 唐津城
  - 佐賀藩[2]- 佐賀城
  - 平戸藩 - 平戸城
  - 大村藩 - 大村城
  - 島原藩 - 島原城
  - 福江藩 - 福江城
- 肥後国
  - 熊本藩[2]- 熊本城・八代城
  - 人吉藩 - 人吉城
- 日向国
  - 延岡藩 - 延岡城
  - 高鍋藩 - 高鍋城
  - 飫肥藩 - 飫肥城
  - 佐土原藩 - 佐土原城
- 薩摩国
  - 鹿児島藩[2] - 鹿児島城

## 城主格大名
城主格大名とは国許の屋敷が陣屋である大名のうち、城主に準ずる待遇をうける大名をいった。元和元年（1615年）一国一城令によって主城以外が破却された後、取立てられた家や分知大名が多数出現して与うるべき城地が不足する。そこで、長年若年寄を務めた家や、旧家・名族を"城主格"に処遇し、幕末の慶応3年（1867年）で19家あった。無城大名が城主格大名へ昇格した場合、国許の陣屋を城に転換することは許されず、実際には城門の構築を許されるのみであり、領知の居地をあらわす用語も、城主大名の居城ではなく、無城大名の在所のままであった。

### おもな城主格大名
- 井伊家

安中藩（城主）→西尾藩（城主）→掛川藩（城主）→与板藩（城主格） 2万石 譜代 帝鑑間
- 板倉家

下野内（無城）→泉藩（城主格）→相良藩（城主格）→安中藩（城主） 1万5,000石→2万石→3万石 譜代 雁間
- 岩城家

亀田藩（無城→城主格） 2万石 外様 柳間
- 遠藤家

郡上藩（無城→城主格→城主）→常陸下野内（無城）→三上藩（城主格） 2万7,000石→2万4,000石→1万石→1万2,000石 譜代 菊間
- 織田家

小幡藩（無城/国主格）→高畠藩（城主格）→天童藩（城主格） 2万石 外様 柳間
柳本藩（無城→城主格） １万石 外様 柳間
- 九鬼家

鳥羽藩（城主）→三田藩（城主格） 3万6,000石 外様 柳間→菊間
- 黒田家

秋月藩（城主格） 5万石 外様 柳間
- 酒井家

敦賀藩（無城→城主格）　1万石 譜代 雁間
- 田村家

岩沼藩（無城）→一関藩（無城→城主格）3万石 外様 柳間
- 藤堂家

久居藩（無城→城主格）　5万3,000石 外様 柳間
- 内藤家

泉藩（城主格）→安中藩（城主）→挙母藩（城主） 2万石 譜代
赤松藩（無城）→岩村田藩（無城→城主格）1万5,000石 譜代 菊間
- 南部家

八戸藩（無城→城主格） 2万石 外様 柳間
盛岡新田藩→七戸藩（無城→城主格） 1万1,000石 外様 柳間 定府
- 堀家

村松藩（城主格）3万石 外様 柳間
- 本多家

浅川藩（無城）→伊保藩（無城）→相良藩（無城）→泉藩（城主格） 1万5,000石→2万石 譜代 帝鑑間
- 奥平松平家

白河新田藩（無城）→桑折藩（無城）→篠塚藩（無城）→上里見藩（無城）→小幡藩（城主格） 2万石 譜代 帝鑑間
- 越前松平家

広瀬藩（無城→城主格）3万石 御家門 帝鑑間
- 松前家

福山藩（蝦夷嶋主（客臣格）→交代寄合→無城）→ 梁川藩（無城）→福山藩（無城→城主格） 無高→1万石格→9,000石→1万石格→3万石格 外様 柳間
- 水野家

北条藩（無城→城主格）→鶴牧藩（城主格） 1万5,000石 譜代 雁間
- 毛利家

徳山藩（無城→城主格） 4万5,000石→3万石→4万石 外様 柳間
長府藩（城主→無城→城主格） 5万石→3万8,000石→5万石 外様 柳間